# 우주론적 지평
우주론적 지평(영어: Cosmological horizon)은 정보를 얻을 수 있는 거리를 측정한 것이다. 이러한 관측 가능성의 제약은 일반 상대성이론, 팽창하는 우주, 빅뱅 우주론의 다양한 특성에서 기인한다. 우주론적 지평은 관측 가능한 우주의 크기와 규모를 결정한다. 이 문서에서는 몇 가지 지평들에 대해 설명한다.

## 입자 지평
우주론적 지평, 다가오는 지평, 우주 빛의 지평이라고도 불리는 입자 지평은 우주 시대에 입자에서 나온 빛이 관찰자에게 도달할 수 있는 최대 거리이다. 이는 우주의 관측 가능한 영역과 관측 불가능한 영역 사이의 경계를 나타내므로 현재 시대의 거리가 관측 가능한 우주의 크기를 결정한다. 우주의 팽창으로 인해, 이는 단순히 허블 지평에서처럼 우주의 나이에 빛의 속력를 곱한 것이 아니라 빛의 속력에 등각 시간을 곱한 값이다. 우주론적 지평의 존재, 속성 및 중요성은 특정 우주론적 모델에 따라 달라진다.
공변 거리 측면에서 입자 지평은 빅뱅 이후 경과한 등각 시간에 빛의 속력를 곱한 것과 같다. 일반적으로 특정 시점의 등각시간은 척도인자 {\displaystyle a}로 주어진다.{\displaystyle \eta (t)=\int _{0}^{t}{\frac {dt'}{a(t')}}}또는{\displaystyle \eta (a)=\int _{0}^{a}{\frac {1}{a'H(a')}}{\frac {da'}{a'}}}입자 지평은 주어진 시간의 한 지점에서 두 영역 사이의 경계이다. 한 영역은 관찰자가 이미 관찰한 사건으로 정의되고, 다른 영역은 해당 시각에 관찰할 수 없는 사건으로 정의된다. 이는 우리가 과거의 정보를 검색할 수 있는 가장 먼 거리를 나타내며, 이를 통해 관측 가능한 우주를 정의한다.

## 허블 지평
허블 반경, 허블 구(허블 거품과 혼동하지 말 것), 허블 부피 또는 허블 지평은 주어진 시간에 관찰자에 비해 빛의 속력보다 느리고 빠르게 움직이는 입자 사이의 경계를 정의하는 개념적 지평이다. 이것이 입자가 관찰 불가능하다는 것을 의미하지는 않는다. 과거의 빛이 도달하고 있으며 한동안 관찰자에게 계속 도달할 것이다. 또한 더 중요한 것은 현재 확장 모델에서는 허블 반경에서 방출된 빛이 유한한 시간 내에 우리에게 도달한다는 것이다.
허블 반경의 빛이 결코 우리에게 도달할 수 없다는 것은 일반적인 오해이다. {\displaystyle H}가 시간이 지남에 따라 감소한다고 가정하는 모델에서(프리드만 우주의 일부 예시) 허블 반경의 입자는 빛의 속력으로 우리에게서 멀어지는 반면, 허블 반경은 시간이 지남에 따라 더 커지므로 허블 반경에 있는 입자에서 우리를 향해 방출되는 빛은 얼마 후 허블 반경 내부에 있게 된다. 그러한 모델에서는 우주 사건의 지평 너머에서 방출되는 빛만이 유한한 시간 내에 우리에게 도달하지 않는다.
물체의 허블 속도는 허블의 법칙에 의해 주어진다.{\displaystyle v=xH}{\displaystyle v}를 빛의 속력 {\displaystyle c}로 바꾸고 적절한 거리 {\textstyle x}에 대해 풀기 위해 허블 구의 반경을 다음과 같이 얻는다.{\displaystyle r_{\text{HS}}(t)={\frac {c}{H(t)}}\,.}끊임없이 가속되는 우주에서 두 입자가 허블 반경보다 더 큰 거리로 분리되면 이제부터(과거가 아닌 지금처럼) 서로 대화할 수 없다. 그러나 만약 그들이 서로의 입자 지평 밖에 있다면 그들은 결코 의사소통을 할 수 없었을 것이다. 우주가 팽창하는 형태에 따라 미래에는 정보교환이 가능할 수도 있다. 오늘날,{\displaystyle r_{\text{HS}}(t_{0})={\frac {c}{H_{0}}}}는 약 4.1기가파섹의 허블 지평을 산출한다. 이 지평은 실제 물리적 크기는 아니지만 우주론의 대부분의 물리적 크기가 이러한 요소의 관점에서 작성될 수 있으므로 유용한 길이 척도로 자주 사용된다. 허블 반경을 척도 인자로 나누면 다가오는 허블 지평을 정의할 수도 있다.{\displaystyle r_{{\text{HS}},\mathrm {comoving} }(t)={\frac {c}{a(t)H(t)}}\,.}

## 사건의 지평
입자 지평은 빛이 특정 시간까지 관찰자에게 도달할 수 있는 가장 큰 공변거리를 나타내는 반면, 우주 사건 지평은 현재 방출되는 빛이 미래에 관찰자에게 도달할 수 있는 가장 큰 공변거리라는 점에서 우주 사건의 지평과 다르다. 현재 우리 우주 사건의 지평까지의 거리는 약 5 기가파섹 (16×109 ly), 입자 지평이 제공하는 관측 가능한 범위 내에 있다.
일반적으로 사건의 지평까지의 적절한 거리는  다음과 같이 시각 {\displaystyle t}에 따라 결정된다:{\displaystyle d_{e}(t)=a(t)\int _{t}^{t_{\text{max}}}{\frac {cdt'}{a(t')}}}여기서 {\displaystyle t_{max}}는 우주 종말의 시각이며, 영원히 팽창하는 우주의 경우 무한대일 것이다. 우리의 경우, 암흑 에너지가 우주상수 Λ에 기인한다고 가정하면, 최소 허블 매개변수 He와 종종 유일한 입자 지평이라고 불리는 최대 지평 de이 있을 것이다.{\displaystyle \max(d_{e})={\frac {c}{H_{e}}}={\sqrt {\tfrac {3}{\Lambda }}}={\frac {c}{{\sqrt {\Omega _{\Lambda }}}H_{0}}}=17.55\ {\textrm {Gly}}.}

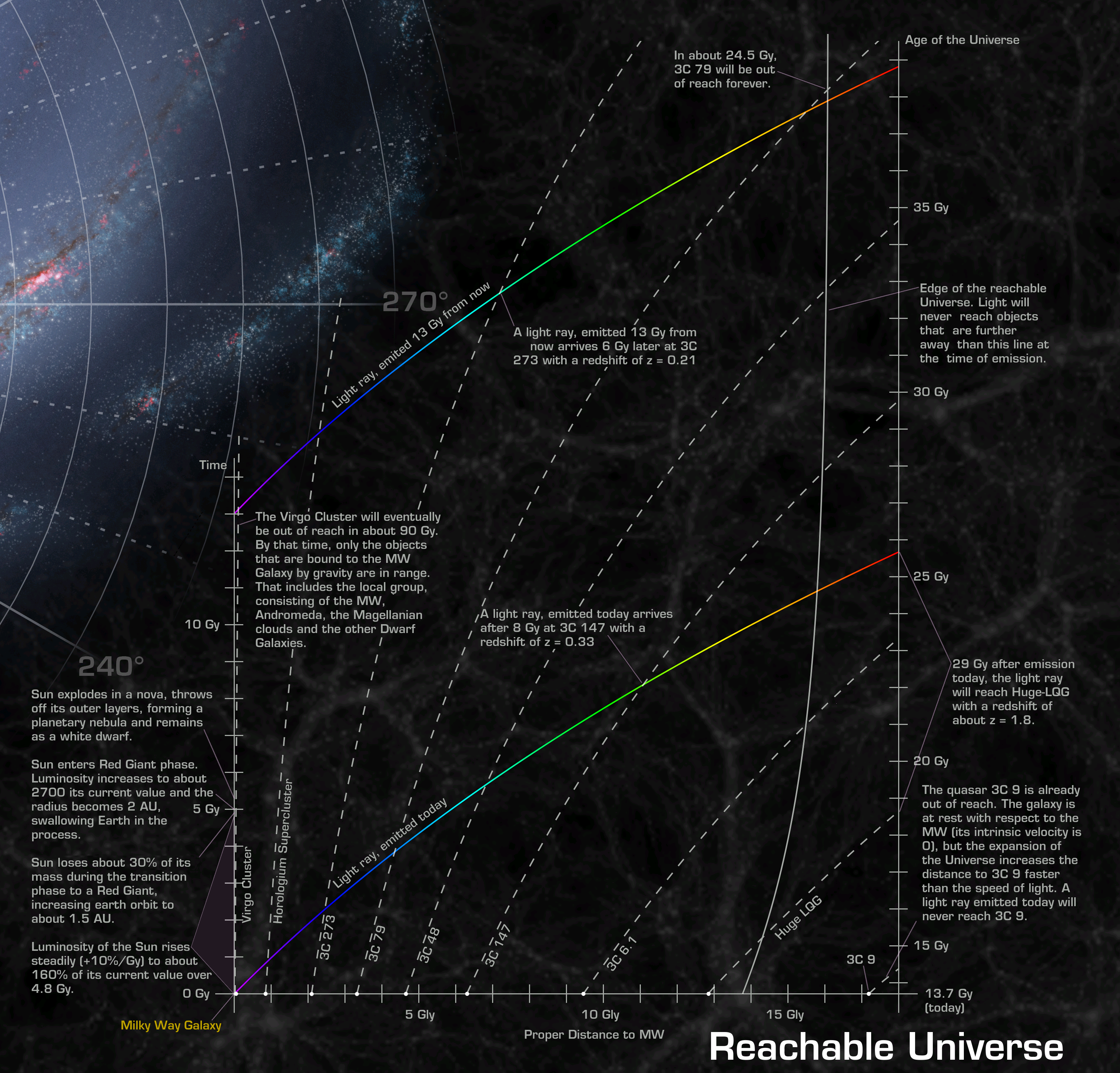
팽창하는 우주의 맥락에서 시간과 거리의 함수로서 도달할 수 있는 우주

## 미래 지평
가속하는 우주에서는 {\displaystyle t\rightarrow \infty }로 가면서 미래 사건의 신호가 지수함수적으로 확장되는 더시터르 공간에서 임의의 긴 파장으로 적색편이 되기 때문에 관찰할 수 없는 사건이 발생한다. 이는 오늘날 적정 거리 단위로 측정하여 우리가 볼 수 있는 가장 먼 거리에 대한 제한을 설정한다. 또는 더 정확하게 말하면, 공간의 동일한 위치에서 먼 과거에 발생한 사건을 관찰할 수 있음에도 불구하고 현재 발생하는 사건과 동시에 발생하는 특정 기준 틀에 대해 공간적으로 분리된 사건이 있으며, 이에 대한 신호는 결코 우리에게 도달하지 않는다.
우리는 우주의 이 위치에서 계속해서 신호를 수신하게 되지만, 무한한 시간을 기다려도 오늘 그 위치에서 출발한 신호는 결코 우리에게 도달하지 않는다. 해당 위치에서 오는 신호는 실제적인 목적으로 해당 위치를 관찰할 수 없게 될 때까지 점점 더 적은 에너지를 가지며 빈도도 점점 낮아진다. 척도인자가 기하급수적으로 팽창하는 암흑 에너지가 지배하는 우주에서 은하수와 관련하여 중력적으로 구속되지 않은 모든 물체는 캅테인 우주의 미래 버전에서 관찰할 수 없게 된다.

## 실제적인 지평
상대성 이론이나 우주론적 해법으로 인해 관측이 불가능하다는 의미에서 기술적으로 "지평"은 아니지만, 마지막 산란 표면에 설정된 광학적 지평을 포함하는 실제적인 지평이 있다. 이는 모든 광자가 자유롭게 흐를 수 수 있는 가장 먼 거리이다. 마찬가지로, 중성미자가 자유롭게 흐를 수 있는 가장 먼 거리에 대해 설정된 "중성미자 지평"과 중력파가 자유롭게 흐를 수 있는 가장 먼 거리에 중력파 지평이 있다. 후자는 우주 급팽창의 종말을 직접적으로 조사할 것으로 예상된다.

## 같이 보기
- 킬링 지평